# Kritischer Punkt (Seismik)

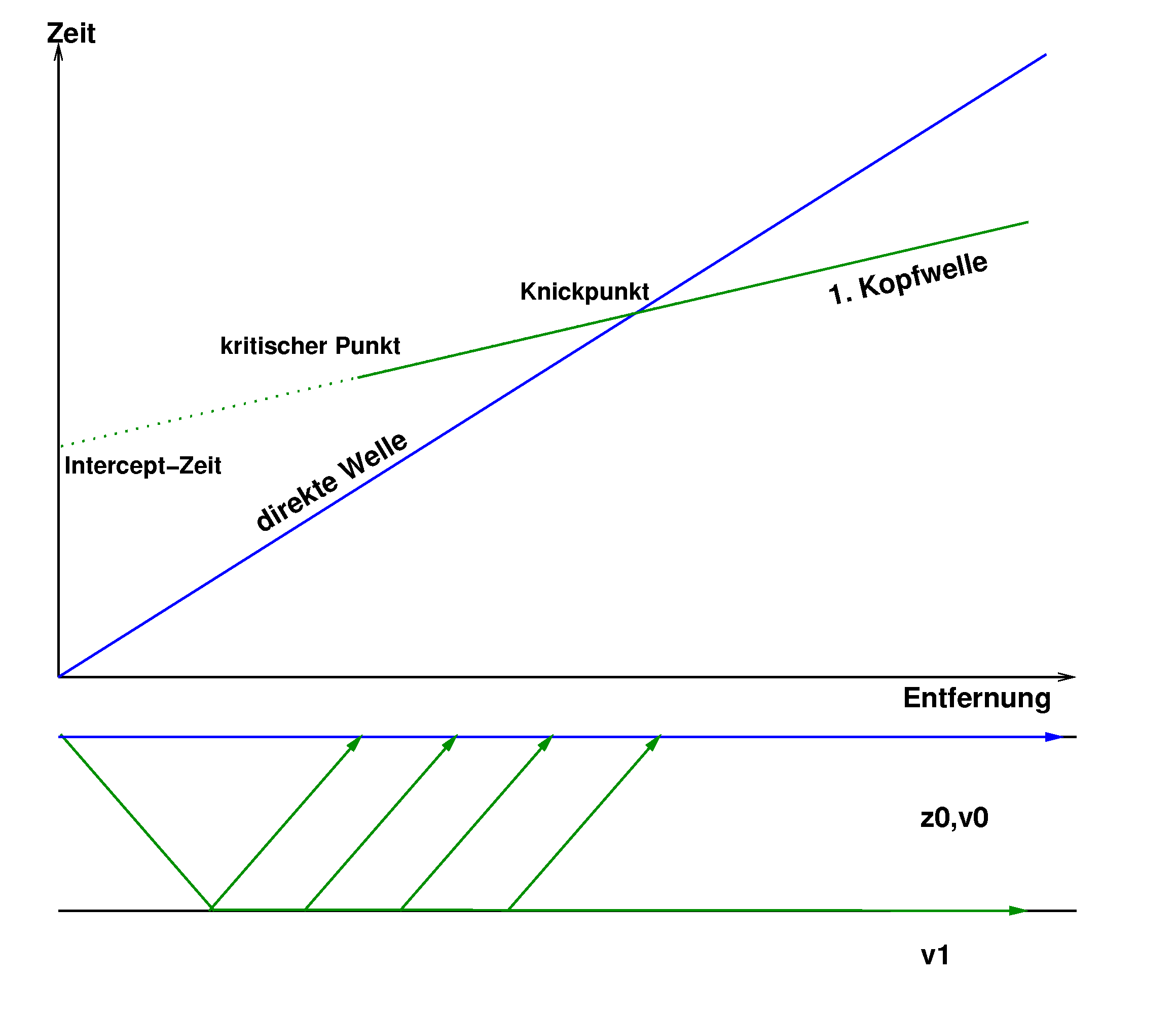
Schematisches Beispiel eines einfachen 2-Schicht-Falles: Direkte Welle (blau; Geschwindigkeit, Ausbreitung an der Erdoberfläche) und Kopfwelle (grün) in einem Laufzeitdiagramm mit Bezeichnung besonderer Punkte sowie der Strahlwege (unten)

Der kritische Punkt ist in der Refraktionsseismik der Ort des ersten Auftretens der Kopfwelle im Laufzeitdiagramm. Die Kopfwelle (auch refraktierte oder Mintrop-Welle genannt) entsteht, wenn eine seismische Welle unter dem kritischen Winkel auf eine Grenzfläche zweier Schichten unterschiedlicher Ausbreitungsgeschwindigkeiten trifft. Sie breitet sich entlang der Grenzfläche mit der Geschwindigkeit v1 aus und strahlt stetig Wellenenergie ab, die wiederum unter dem kritischen Winkel an die Erdoberfläche zurückläuft (in der Abbildung grün dargestellt).
Da die refraktierte Welle erst nach Erreichen des kritischen Winkels erzeugt wird, tritt sie erst nach der kritischen Entfernung xc auf, die von der Schichtmächtigkeit z0 und (indirekt) den Geschwindigkeiten abhängt:
{\displaystyle x_{c}=2\cdot z_{0}\cdot \tan(i_{c})}
Dabei ist ic der kritische Winkel {\displaystyle \sin(i_{c})={\frac {v_{0}}{v_{1}}}}, womit auch gilt:
{\displaystyle x_{c}=2\cdot z_{0}\cdot {\frac {v_{0}}{\sqrt {v_{1}^{2}-v_{0}^{2}}}}}